# Pica (zoologia)
Pica Brisson, 1760 è un genere di uccelli passeriformi della famiglia dei corvidi.

## Etimologia
Il nome scientifico del genere, Pica, deriva dal termine latino utilizzato per indicare questi uccelli, noti col nome comune collettivo di gazza.

## Descrizione

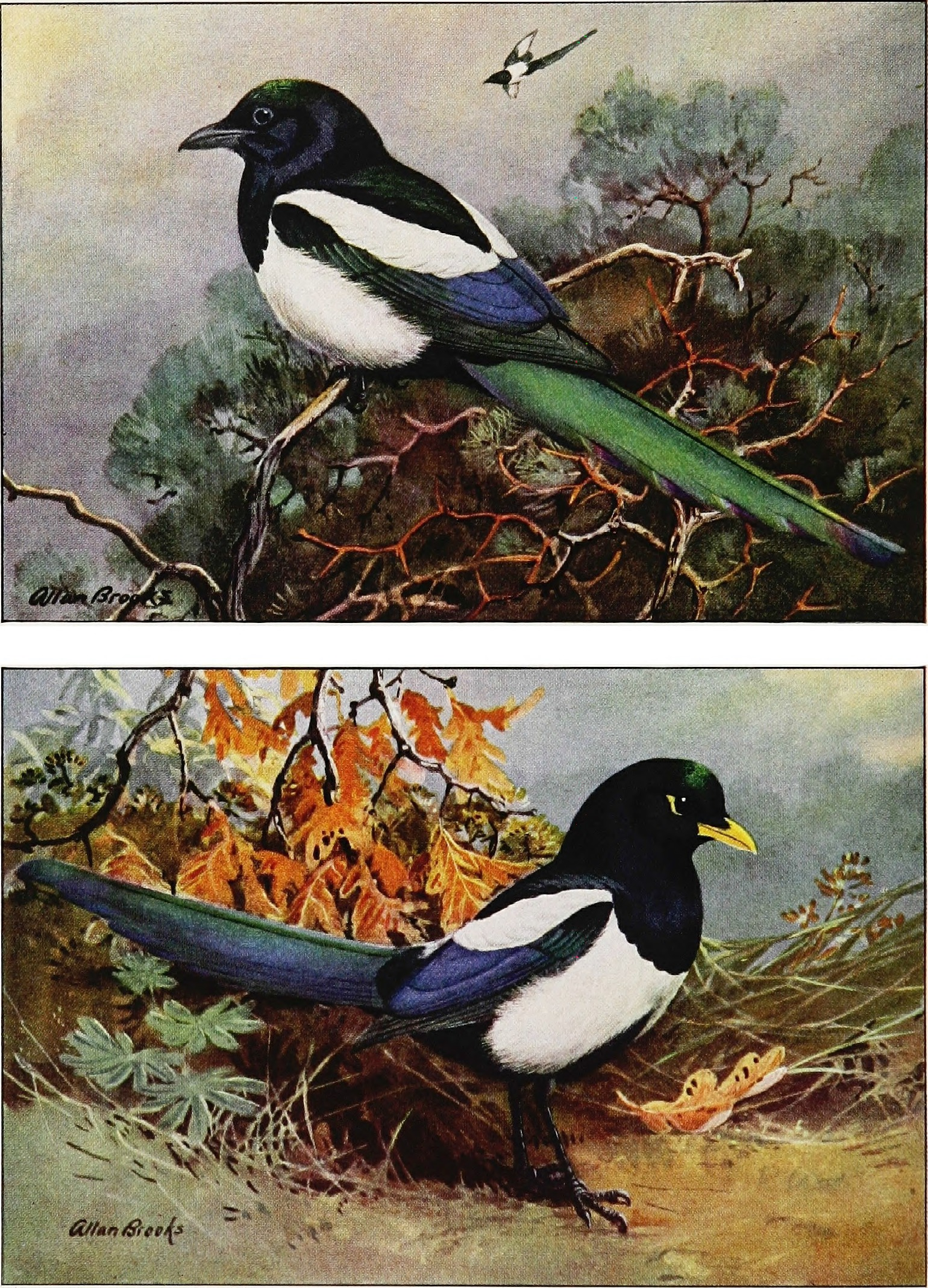
In alto P. hudsonia, in basso P. nuttalli.

Si tratta di uccelli di medie dimensioni (46-70 cm di lunghezza, dei quali la metà spetta alla coda), dall'aspetto slanciato, muniti di testa arrotondata con lungo e forte becco conico dall'estremità adunca, ali lunghe e digitate, lunga coda dall'estremità cuneiforme e forti zampe.

Il piumaggio ha aspetto sericeo ed è dominato dai toni del nero, con bianco su petto, groppa e penne copritrici e con evidenti riflessi metallici blu sulle ali, purpurei su testa e gola e bronzei sulla coda: nelle varie specie varia l'estensione e la tonalità dei vari colori, con la gazza beccogiallo inconfondibile per il cerchio perioculare ed il becco di questo colore.

## Biologia
Le gazze sono uccelli diurni, che vivono da soli o in coppie in un territorio ben definito: mentre i maschi rimangono sempre nello stesso territorio, le femmine tendono ad essere più mobili, visitando più territori e scegliendo i maschi migliori, utilizzando come criterio principalmente la lunghezza e l'integrità delle penne della coda. Molto vivaci e scaltri, questi uccelli sono notoriamente attratti dagli oggetti luccicanti, che raccolgono e collezionano nei propri nidi.

La dieta delle gazze è onnivora e molto opportunistica, comprendendo qualsiasi tipo di cibo si renda disponibile al momento, dalle granaglie alle uova ai piccoli vertebrati ai rifiuti e alle carcasse, in genere con preponderanza della componente animale su quella vegetale.

Le coppie rimangono unite per anni (in genere fino a quando la femmina non trova un maschio più vigoroso di quello con cui è accoppiata), riproducendosi più volte durante la primavera: il nido, a forma di voluminosa e rozza piattaforma di rami al centro della quale si trova una conca, viene costruito da ambedue i sessi, mentre la cova è appannaggio della sola femmina (imbeccata e protetta dal maschio), e l'allevamento della prole (che diviene indipendente a circa due mesi dalla schiusa) torna ad essere un'attività condivisa dai due partner, anzi il maschio fornisce ai piccoli maggiori quantità di cibo rispetto alla femmina.

## Distribuzione e habitat
Il genere ha distribuzione olartica, con la gazza comune che popola l'Eurasia, il Maghreb e la penisola araba e le altre due specie che popolano il Nordamerica ad ovest dei Grandi Laghi, con la gazza beccogiallo endemica della costa della California centrale: si tratta di uccelli estremamente versatili, che popolano una grandissima varietà di ambienti differenti, pur evitando le aree troppo densamente alberate, ed hanno tratto grande beneficio dall'attività umana, colonizzando le aree urbane e cibandosi degli scarti rinvenuti nella spazzatura o degli animali investiti dalle automobili.

## Tassonomia

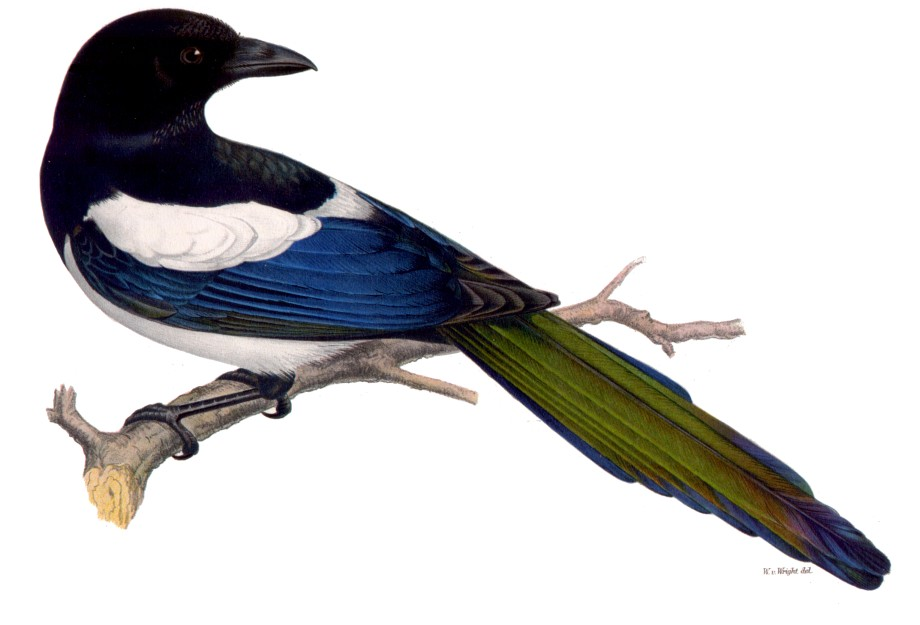
P. pica.

Al genere vengono ascritte tre specie:
- Genere Pica
  - Pica pica (Linnaeus, 1758) - gazza ladra
  - Pica hudsonia (Sabine, 1823) - gazza americana
  - Pica nuttalli (Audubon, 1837) - gazza beccogiallo

A queste si aggiunge una quarta specie nota allo stato fossile, Pica mourerae di Maiorca.
La tassonomia interna al genere è ancora lungi dall'essere chiarita: se le due specie americane sembrano molto affini fra loro, e potrebbero essere considerate un'unica specie, lo stesso si può dire per la gazza americana e la gazza eurasiatica, estremamente simili (anche a livello molecolare) e con differenze solo a livello di repertorio vocale. Tuttavia, all'interno di quest'ultima specie, parrebbe essere presente parafilia, con tre sottospecie lontane dalle altre che potrebbero essere elevate al rango di specie a sé stanti.

Molto verosimilmente, il genere ha avuto origine in Eurasia, dalla quale si è spinto in direttrice nord-est attraverso la Beringia fino a colonizzare il Nord America grossomodo verso il medio Pliocene (3-4 milioni di anni fa), dove si è differenziato l'ultimo antenato comune delle specie americane, definitesi per allopatria durante l'ultima era glaciale a causa dell'innalzamento della Sierra Nevada, pur essendo stato presente flusso genico fra le due popolazioni americane almeno fino al Pleistocene.
Fra i corvidi, le gazze propriamente dette sono piuttosto lontane dalle "gazze" nordamericane e centroamericane, formando clade assieme alle ghiandaie, piuttosto prossimo ai corvi propriamente detti.